# Tigran Petrosjan
Tigran Wartani Petrosjan, orm. Տիգրան Վարդանի Պետրոսյան, ros. Тигран Вартанович Петросян (ur. 17 czerwca 1929 w Tbilisi, zm. 13 sierpnia 1984 w Moskwie) – ormiański szachista reprezentujący ZSRR, dziewiąty mistrz świata w szachach.

## Życiorys
Petrosjan rozpoczął szachową edukację stosunkowo późno. Jako trzynastolatek rozpoczął regularny trening szachowy, głównie oparty na ideach Arona Nimzowitscha, co ukształtowało jego późniejszy styl gry. Pierwszym sukcesem było zdobycie mistrzostwa Związku Radzieckiego juniorów w 1946 roku. Przez następne szesnaście lat powoli, acz regularnie awansował w szachowej hierarchii, by w 1963 roku sięgnąć po najbardziej wartościowy tytuł. Systematycznie poprawiał swoją pozycję w pierwszych startach w bardzo silnie obsadzonych finałach indywidualnych mistrzostw ZSRR. Rok 1949 przyniósł mu szesnaste miejsce, następny – dwunaste, w 1951 awansował już do ścisłej czołówki, zajmując dzielone z Jefimem Gellerem drugie miejsce za Paulem Keresem, a przed Michaiłem Botwinnikiem, Dawidem Bronsteinem i Wasilijem Smysłowem. Ten wynik otworzył mu drogę do turnieju międzystrefowego, drugiego szczebla rozgrywek o mistrzostw świata.

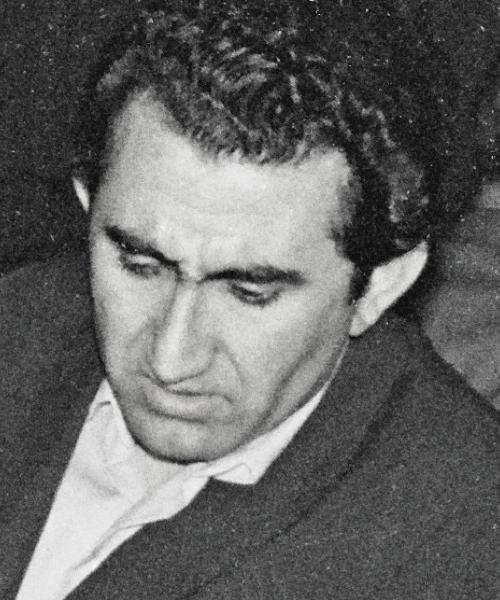
Tigran Petrosjan (1961)

Wyniki Petrosjana w rozgrywanych co trzy lata turniejach pretendentów (o prawo gry w meczu o mistrzostwo świata) wskazują na dalszy stały postęp: V miejsce w Zurychu (1953), dzielone III miejsce w Amsterdamie (1956), III w Jugosławii (1959) i w końcu I miejsce na Curaçao (1962). Lata poprzedzające zwycięski turniej na Curaçao ugruntowały jego wysoką pozycję w czołówce światowej. W mistrzostwach ZSRR zajmował dwa razy pierwsze i dwa razy drugie miejsca, odnosił sukcesy w bardzo silnych turniejach międzynarodowych.
Jednym z faworytów turnieju pretendentów na Curaçao był znajdujący się w doskonałej formie Bobby Fischer. Zajął jednak IV miejsce, pokonany przez radziecką koalicję Petrosjan – Keres – Geller. Fischer zarzucał swoim przeciwnikom niesportową postawę. Po latach jego podejrzenia potwierdziły się, radzieccy arcymistrzowie utworzyli remisowy pakt (wszystkie partie pomiędzy nimi zakończyły się umówionymi remisami).
W tym czasie sławny stał się defensywny styl gry Petrosjana. Polegał on na bardzo starannej obronie i powolnym, systematycznym poprawianiu pozycji. Podstawą tego stylu była profilaktyka. Dość biegły w grze kombinacyjnej, Petrosjan wybierał takie kontynuacje, które eliminowały możliwość taktycznego uderzenia. Wydawało się, że neutralizował taktyczne możliwości przeciwnika znacznie wcześniej, niż oponent sam mógł je zauważyć. Ten mało widowiskowy styl nazywano szachami negatywnymi. Częstokroć wybitni szachiści nie potrafili wskazać własnego błędu i przyczyny przegranej z Petrosjanem. Porównywano go do pytona bez pośpiechu duszącego swoje ofiary, nazywano go też żelaznym Tigranem. Charakterystyczną cechą jego stylu były też częste pozycyjne poświęcenia jakości (wieży za gońca lub skoczka), jak choćby w partii z Samuelem Reshevskym na turnieju w Zurychu w 1953 roku.
W 1963 Petrosjan odniósł swój największy sukces pokonując Botwinnika w meczu o mistrzostwo świata. Zwycięstwo było raczej przekonujące, Petrosjan wygrał pięć partii, przegrywając tylko dwie. Jako mistrz świata Petrosjan nie cieszył się jednak wielkim szacunkiem, od chwili zdobycia tytułu jego i tak defensywny styl gry stał się jeszcze bardziej zachowawczy. W siedmiu najsilniejszych turniejach międzynarodowych tylko dwukrotnie zajmował dzielone pierwsze miejsce. Niemniej w 1966 roku obronił tytuł po ciężkim boju z Borisem Spasskim. Do następnego meczu Spasski przygotował się jednak bardzo starannie i w roku 1969 odebrał Petrosjanowi tytuł, pokonując go w jego własnym stylu.
Po utracie tytułu Petrosjan pozostał aktywnym szachistą, utrzymując się w światowej czołówce aż do śmierci. Grając nieco mniej zachowawczo niż dotychczas odniósł wiele znaczących sukcesów. W latach 1969–1980 w rozegranych dwudziestu trzech silnych turniejach ośmiokrotnie zajmował lub dzielił pierwsze miejsce, dziewięciokrotnie – drugie.

## Mecze Petrosjana o mistrzostwo świata
| Rok                                                                | Przeciwnik        | Wynik               |
| ------------------------------------------------------------------ | ----------------- | ------------------- |
| 1963                                                               | Michaił Botwinnik | wygrana (+5-2=15)   |
| 1966                                                               | Boris Spasski     | wygrana (+4-3=17)   |
| 1969                                                               | Boris Spasski     | przegrana (+4-6=13) |
| W nawiasach: liczba wygranych, przegranych i zremisowanych partii. |                   |                     |

## Publikacje poświęcone Petrosjanowi
- Eduard Shekhtman – The Games of Tigran Petrosian (Pergamon, 1991)
- Peter Clarke – Petrosian’s Best Games, 1946 – 1963 (G. Bell & Sons, 1963)
- Eduard Wildhagen – T. Petrosjan 350 Partien in the Weltgeschichte des Schachs series (Verlag Dr. E. Wildhagen, 1963)
- Viktor Vasiliev – Tigran Petrosian: His Life and Games (Batsford, 1974)
- Irving Chernev – Twelve Great Chess Players and Their Best Games (Dover, 1995)
- Jerzy Konikowski, Pit Schulenburg – Tigran Petrosjan, Joachim Beyer Verlag (Hollfeld 1994, ISBN 3-88805-117-7)